# Ісмаїлова Сона Ахмед кизи
Сона Ахмед кизи Ісмаїлова (азерб. Sona Əhməd qızı İsmayılova; нар. 1 січня 1927, Джеванширський повіт — пом. ?) — радянський азербайджанський бавовняр, Герой Соціалістичної Праці (1949).

## Життєпис
Народилася 1 січня 1927 року в селі Караагаджі Джеванширського повіту Азербайджанської РСР (нині Тертерський район).
З 1936 року працювала колгоспниця та ланковою. У 1976 році призначена бригадиром колгоспу «Бакинський робітник» Мир-Баширського району. 1947 року отримала врожай бавовни по 89,8 центнерів з гектара на площі 6 гектарів.
Указом Президії Верховної Ради СРСР від 1 липня 1949 року за отримання у 1948 році високих урожаїв бавовни Ісмаїловій Сони Ахмед кизи надано звання Героя Соціалістичної Праці з врученням ордена Леніна та золотої медалі « Серп і Молот».
Брала активну участь у громадському житті Азербайджану. Член КПРС з 1949 року.